# ای‌او ارابه‌ران
ای‌و ارابه‌ران یک ستاره است که در صورت فلکی ارابه‌ران قرار دارد.